# チルン
チルン (Tschirn)は、ドイツ バイエルン州 オーバーフランケン行政管区のクローナハ郡に属する自治体で、トイシュニッツ行政共同体を形成している。

## 地理
チルンは、クローナハ郡の北部、フランケンヴァルト自然公園内に位置している。

### 自治体の構成

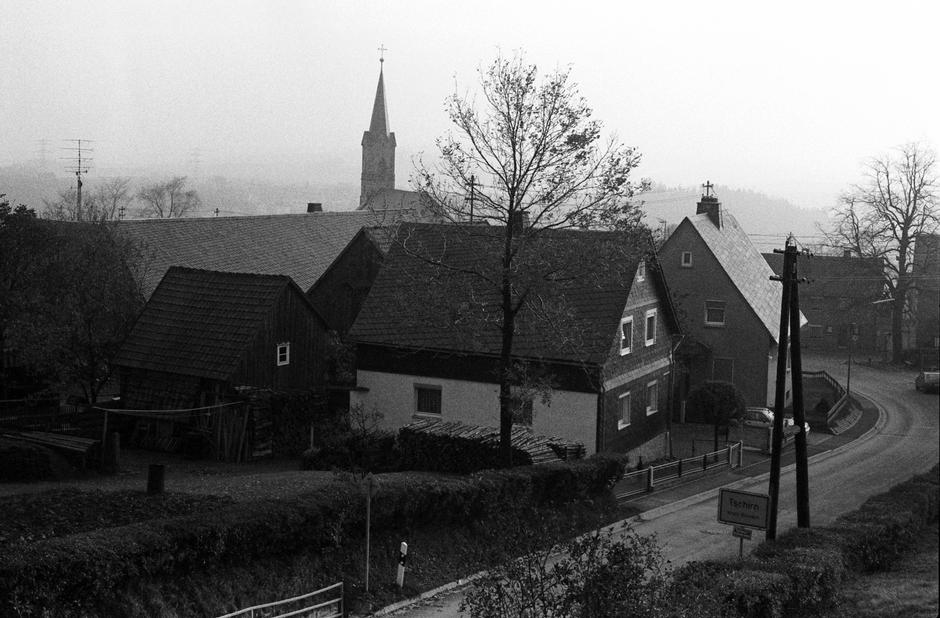
チルンの町並みと教会

この町は、公式には3つの地区 (Ort) からなる。このうち孤立農場などを除く集落は、首邑のチルンだけである。
ゲマインデシュナイトミューレ（「村の製材用水車」の意）はチルナー・ケーデル川の渓谷に位置する。ここは、住宅、倉庫、製材所から成っていた。ここでは最後まで木材加工を行っていた。1980年代にマウトハウス・ダムができた後に取り壊されてしまった。取り壊しの主な理由は、この場所が飲料水取水地保護区内にあったためである。この地区の住人は、チルン地区に移された。

## 歴史
チルンは1276年に「Gut Tschirn」として文献に初めて現れる。

## 行政

### 議会
チルンの議会は兼任の首長を含めて8議席である

### 紋章
紋章の図柄：青と金色に上下に分けられる。上部は銀色の衣を着て、金色の光輪をもつ聖ヤーコプの胸像が描かれている。彼は、右手に金の巡礼杖、左手に金の十字架を持っている。胸には、赤いイタヤガイ（ドイツ名を直訳すると「巡礼者の貝」となる）がついている。下部は2本の根を張った黒い針葉樹が並んで描かれている。

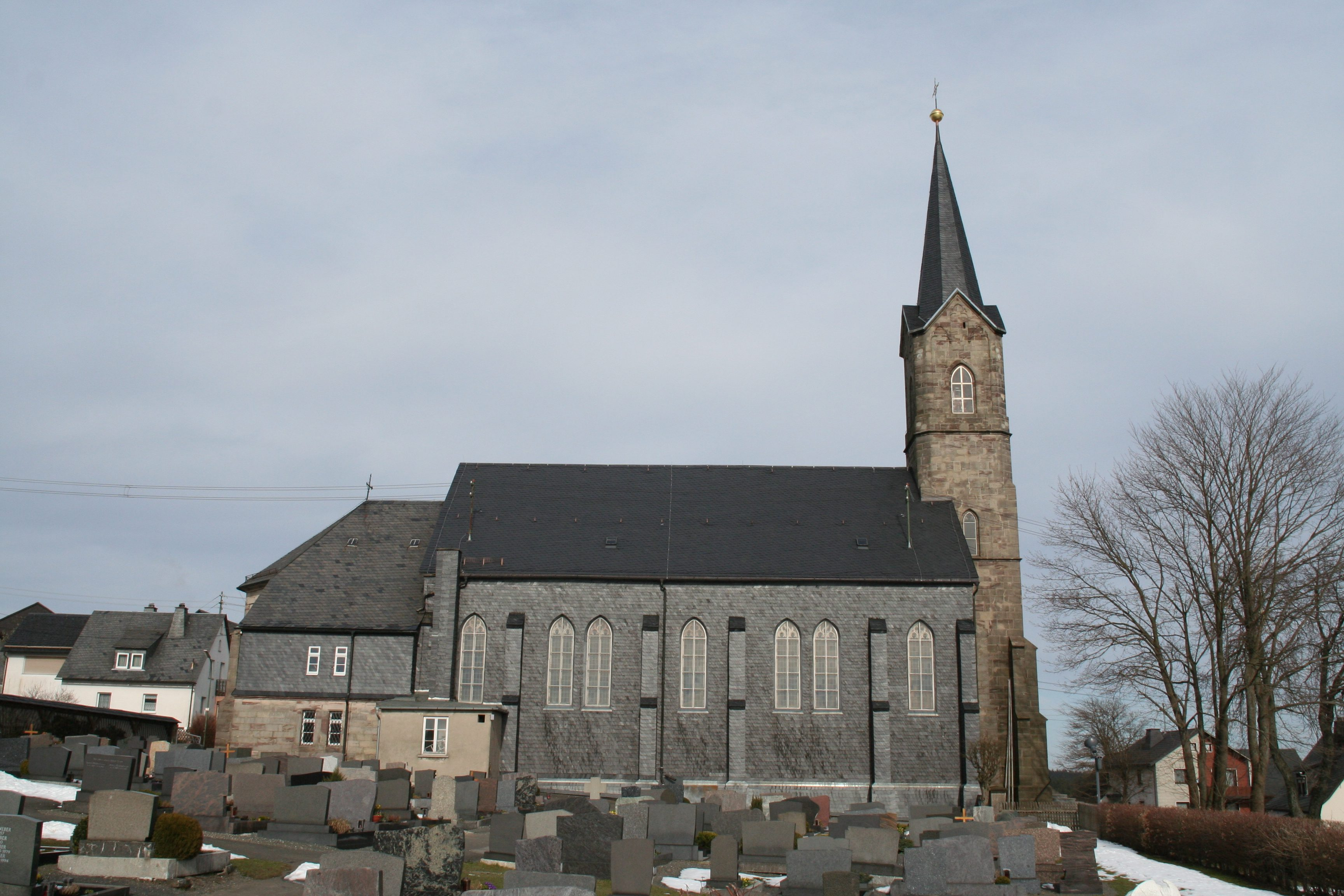
聖ヤーコプスス教会

## 経済と社会基盤

### 地元企業
- Dr. Schneider - プラスチック産業

## 引用
1. ↑  https://www.statistikdaten.bayern.de/genesis/online?operation=result&code=12411-003r&leerzeilen=false&language=de Genesis-Online-Datenbank des Bayerischen Landesamtes für Statistik Tabelle 12411-003r Fortschreibung des Bevölkerungsstandes: Gemeinden, Stichtag (Einwohnerzahlen auf Grundlage des Zensus 2011)
2. ↑  Bayerische Landesbibliothek Online